# Laura Marano
Laura Marano (Los Angeles, 29 november 1995) is een Amerikaanse actrice. Ze is bekend om haar rol van Ally Dawson in de Disney Channel-serie Austin & Ally.

## Persoonlijk leven
Marano werd geboren in Los Angeles, Californië als dochter van universitair professor Damiano Marano en voormalige actrice Ellen Marano. Haar vader is van Italiaanse afkomst. Haar moeder is de eigenares van Agoura Children's Theatre. Ze is een zusje van actrice Vanessa Marano.

## Carrière

### Acteren
Marano's eerste acteerrol kreeg ze toen ze vijf jaar oud was. Sindsdien heeft ze verscheidende producties en commercials gedaan. Ze had een belangrijkere rol in de tv-serie Without a Trace, maar is het bekendst door haar rol als "Ally Dawson" in de Disney Channel-serie Austin & Ally. In 2015 speelde Marano in de Disney Channel Orginal Movie Bad Hair Day.

### Muziek
In 2013 nam Marano vier solonummers op en één duet met Ross Lynch voor de soundtrack Austin & Ally: Turn It Up. Marano zingt, danst en schrijft nummers. In 2014 verscheen Marano in een muziekvideo van de Britse pop-rock groep The Vamps en Demi Lovato genaamd "Somebody To You"
In maart 2015 liet Marano weten dat zij een platencontract heeft ondertekend met Big Machine Records.

## Filmografie

### Film
| Jaar | Titel                              | Rol                  | Opmerkingen       |
| ---- | ---------------------------------- | -------------------- | ----------------- |
| 2005 | The Jacket                         | Jackie (jeugdfiguur) | Aanvullende rol   |
| 2006 | Ice Age: The Meltdown              | Meerdere             | Eerste lange film |
| 2007 | Goldfish                           | Suzy                 | Korte film        |
| 2007 | Superbad                           | Becca (jeugdfiguur)  | Aanvullende rol   |
| 2015 | A Sort of Homecoming'              | Amy (jeugdfiguur)    |                   |
| 2017 | Lady Bird                          | Diane Greenway       |                   |
| 2018 | The Perfect Date                   | Celia                | Netflix Original  |
| 2019 | A Cinderella Story: Christmas Wish | Kat Decker           | Netflix Original  |
| 2022 | The Royal Treatment                | Izzy                 | Netflix Original  |

### Televisie
| Jaar      | Titel                                    | Rol                                       | Opmerkingen |
| --------- | ---------------------------------------- | ----------------------------------------- | --- |
| 2003—2006 | Without a Trace                          | Kate Malone                               | 8 afleveringen |
| 2004      | Joan of Arcadia                          | Emily                                     | "Night without Stars" (seizoen 1, aflevering 15)                                                                              |
| 2005      | Medical Investigation                    | Brooke Beck                               | "Tribe" (seizoen 1, aflevering 13)                                                                                            |
| 2005      | The X's                                  | Scout Y                                   | hoofdrol, stem |
| 2006      | Ghost Whisperer                          | Audrey                                    | "Friendly Neighborhood Ghost" (seizoen 1, aflevering 13)                                                                      |
| 2006      | Huff                                     | Amelia                                    | "Black Shadows" (seizoen 2, aflevering 12)                                                                                    |
| 2006      | Dexter                                   | Debra (jeugdfiguur)                       | "Let's Give the Boy a Hand" (seizoen 1, aflevering 4) "Father Knows Best (seizoen 1, aflevering 9)                            |
| 2007      | Are You Smarter Than A Fifth Grader      | zichzelf                                  | seizoen 1 |
| 2007—2008 | Back to You                              | Gracie Carr                               | hoofdrol |
| 2007—2010 | Sarah Silverman Program                  | Young Sarah Silverman / Heather Silverman | 6 afleveringen |
| 2008      | Ni Hao, Kai-Lan                          | Mei Mei                                   | "Kai-Lan's Trip to China - deel 1" (seizoen 1, aflevering 119) "Kai-Lan's Trip to China - deel 2" (seizoen 1, aflevering 120) |
| 2008      | Gary Unmarried                           | Louise Brooks                             | "Pilot" (seizoen 1, aflevering 1) "Gary Gets Boundaries" (seizoen 1, aflevering 2)                                            |
| 2009      | Heroes                                   | Alice Shaw (jeugdfiguur)                  | "1961" (seizoen 3, aflevering 23)                                                                                             |
| 2009      | Little Monk                              | Cousin Lauren                             | "Little Monk and the Monk Cousin" (seizoen 1, aflevering 5)                                                                   |
| 2010      | True Jackson, VP                         | Molly                                     | "Little Buddies" (seizoen 2, aflevering 6)                                                                                    |
| 2010      | FlashForward                             | Tracy (jeugdfiguur)                       | "Blowback" (seizoen 1, aflevering 13)                                                                                         |
| 2010      | Childrens Hospital                       | Haley                                     | "Frankfurthers, Allman Brothers, Death, Frankfurthers" (seizoen 2, aflevering 7)                                              |
| 2011—2016 | Austin & Ally                            | Ally Dawson                               | Hoofdrol |
| 2012      | Austin & Jessie & Ally All Star New Year | Ally Dawson                               | speciale aflevering |
| 2014      | Randy Cunningham: 9th Grade Ninja        | Rachel                                    | Stem; "True Bromance" (seizoen 2, aflevering 6) "Let the Wonk One In" (seizoen 2, aflevering 15)                              |
| 2014      | Fish Hooks                               | Girl Hamster #2                           | Stem; "Algae Day (seizoen 3, aflevering 14)                                                                                   |
| 2014      | "Liv & Maddie"                           | Fangs                                     | "Howl-A-Rooney" (seizoen 1, aflevering 16)                                                                                    |
| 2015      | Bad Hair Day                             | Monica Reeves                             | Disney Channel Original Movie                                                                                                 |

## Discografie

### Soundtrack albums
| Titel                               | Album details                                                                         |
| ----------------------------------- | ------------------------------------------------------------------------------------- |
| Austin & Ally: Turn It Up           | - Uitgebracht: 17 december 2013 - Formaat: CD, digitale download - Label: Walt Disney |
| Austin & Ally: Take It from the Top | - Uitgebracht: 31 maart 2015 - Formaat: CD, digitale download - Label: Walt Disney    |

### Promotiesingles
| Titel                               | Jaar | Album              |
| ----------------------------------- | ---- | ------------------ |
| "Words"                             | 2010 |                    |
| "I Love Christmas" (met Ross Lynch) | 2013 | Holidays Unwrapped |

### Overige liedjes
| Lied                              | Jaar | Andere artiest(en)                  | Album                                                                   |
| --------------------------------- | ---- | ----------------------------------- | ----------------------------------------------------------------------- |
| "Poop Song"                       | 2010 | Sarah Silverman                     | From Our Rears to Your Ears                                             |
| "Shine"                           | 2012 |                                     | Disney's Fairies: Faith, Trust and Pixie Dust                           |
| "Me and You"                      | 2013 | Austin & Ally: Turn It Up           |                                                                         |
| "Parachute"                       | 2013 | Austin & Ally: Turn It Up           |                                                                         |
| "Redial"                          | 2013 | Austin & Ally: Turn It Up           |                                                                         |
| "Finally Me"                      | 2013 | Austin & Ally: Turn It Up           |                                                                         |
| "The Me That You Don't See"       | 2014 | Disney Channel: Play It Loud        |                                                                         |
| "Austin & Ally Glee Club Mash Up" | 2014 | Disney Channel: Play It Loud        | Austin & Ally cast                                                      |
| "You Can Come To Me"              | 2014 | Disney Channel: Play It Loud        | Ross Lynch                                                              |
| "Can't Do It Without You"         | 2015 | Austin & Ally: Take It From The Top | Ross Lynch                                                              |
| "No Place Like Home"              | 2015 | Austin & Ally: Take It From The Top |                                                                         |
| "Play My Song"                    | 2015 | Austin & Ally: Take It From The Top |                                                                         |
| "Dance Like Nobody's Watching"    | 2015 | Austin & Ally: Take It From The Top |                                                                         |
| ¨Boombox                          | 2016 | Single                              |                                                                         |
| ¨La La¨                           | 2016 | Single                              |                                                                         |
| ¨Me¨                              | 2018 | In the EP ¨ME¨                      |                                                                         |
| ¨Me (acoustic)¨                   | 2018 | In the EP ¨ME¨                      |                                                                         |
| ¨Let Me Cry¨                      | 2019 | In the EP ¨ME¨                      |                                                                         |
| ¨Let Me Cry - Rat City Remix¨     | 2019 | In the EP ¨ME¨                      |                                                                         |
| ¨F.E.O.U.¨                        | 2019 | In the EP ¨ME¨                      |                                                                         |
| ¨F.E.O.U. - Radio Mix¨            | 2019 | In the EP ¨ME¨                      |                                                                         |
| ¨Not Like Me¨                     | 2019 | In the EP ¨ME¨                      |                                                                         |
| ¨Lie To Me¨                       | 2019 | In the EP ¨ME¨                      |                                                                         |
| ¨A Little Closer¨                 | 2019 | Single                              |                                                                         |
| ¨Me and the Mistletoe¨            | 2019 | Single                              | Kurt Hugo Schneider                                                     |
| ¨The Best Christmas¨              | 2019 |                                     | A Cinderella Story: Christmas Wish (Original Motion Picture Soundtrack) |
| ¨Toys Toys Toys¨                  | 2019 | Isabella Gomez                      | A Cinderella Story: Christmas Wish (Original Motion Picture Soundtrack) |
| ¨Santa Brought Me You¨            | 2019 | Kris P.                             | A Cinderella Story: Christmas Wish (Original Motion Picture Soundtrack) |
| ¨Everybody Loves Christmas¨       | 2019 |                                     | A Cinderella Story: Christmas Wish (Original Motion Picture Soundtrack) |
| ¨When You Wake Up¨                | 2020 | Single                              |                                                                         |
| ¨Can‛t Hold On Forever¨           | 2020 | Single                              |                                                                         |

## Prijzen en nominaties
| Jaar | Prijs                           | Categorie                                 | Werk                 | Resultaat   |
| ---- | ------------------------------- | ----------------------------------------- | -------------------- | ----------- |
| 2014 | Teen Choice Awards              | Choice TV Actress: Comedy                 | Austin & Ally        | Genomineerd |
| 2015 | Nickelodeon Kids' Choice Awards | Favorite TV Actress                       | Austin & Ally        | Gewonnen    |
| 2015 | Remi Awards                     | Rising Star - Actress                     | A Sort of Homecoming | Gewonnen    |
| 2015 | Teen Choice Awards              | Choice Summer TV Star: Female             | Austin & Ally        | Genomineerd |
| 2015 | Teen Choice Awards              | Choice TV: Chemistry samen met Ross Lynch | Austin & Ally        | Genomineerd |

- Gemeinsame Normdatei: 1144313848
- International Standard Name Identifier: 0000 0004 0992 5739
- Library of Congress Control Number: no2013065888
- MusicBrainz: 8cb1ccd9-5c5d-4aa9-b043-7048bf1e0f6e
- Virtual International Authority File: 303994733
- WorldCat: E39PBJgHfC4wQT8b66x8HDW4bd